# Kompelusvaara
Kompelusvaara is een dorp binnen de Zweedse gemeente Pajala. Samen met het iets noordelijker gelegen Kompeluslehto wordt het als één dorp gezien. Kompelusvaara is halverwege gelegen tussen Ullatti en Tärendö.

## Verkeer en vervoer
Bij de plaats loopt de Länsväg 394.